# أورلايا متوسطة
أورلايا متوسطة (الاسم العلمي:Orlaya intermedia) هو نوع غير مؤكد من النباتات يتبع جنس الأورلايا من الفصيلة الخيمية.